# 유영준 (트레이너)
유영준(劉泳俊, 1980년 9월 23일 ~ )은 대한민국의 은퇴한 재활트레이너이다.

## 클럽 경력
2006년 한국체육대학교를 졸업하자마자 부천SK로 입단하여 제주유나이티드 프로축구단 재활트레이너로서 활동하였다.